# Tatra 97
O Tatra 97 (T97) foi um carro tchecoslovaco produzido pela Tatra em Kopřivnice, Morávia, de 1936 a 1939.

## História
O Tatra 97 foi projetado para complementar dois carros maiores na linha Tatra: o Tatra 77 lançado em 1934 e o Tatra 87 lançado em 1936 junto com o Type 97. Cada um dos três modelos tem um motor traseiro refrigerado a ar e compartilham carrocerias de sedã fastback de quatro portas aerodinâmicas semelhantes. Mas enquanto os tipos 77 e 87 têm um grande motor V8, o Type 97 tem um motor boxer de quatro cilindros. O Type 97 se distingue por ter dois faróis e um para-brisa de uma peça, enquanto o 77 e o 87 têm três faróis e um para-brisa de três peças. O motor boxer de quatro cilindros do Type 97 possui uma cilindrada de 1.759 cc e produz 40 cavalos de potência, dando-lhe uma velocidade máxima de 130 km/h.
A Tatra já tinha um carro de mesmo porte na mesma classe, o mais convencional Tatra 75 de 1.688 cc que havia lançado em 1933. A Tatra continuou a produzir o Type 75 junto com o futurista Type 97. Na verdade, a produção do Type 75 sobreviveu à do Type 97 e continuou até 1942.
Kopřivnice fica em uma parte do norte da Morávia que a Alemanha Nazista anexou após o Acordo de Munique em setembro de 1938. A produção do Type 97 foi encerrada em 1939, possivelmente para evitar comparação com o KdF-Wagen (veja abaixo). A produção do Type 97 foi de 508 carros no total. Em 1946, a Tatra retomou a produção de carros e substituiu o Type 97 pelo maior e mais moderno Tatra 600 "Tatraplan".

## Semelhança com o Volkswagen KdF-Wagen
Tanto no design aerodinâmico quanto nas especificações técnicas, especialmente no design e na posição do motor, o Type 97 tem uma semelhança impressionante com o KdF-Wagen da Volkswagen. No entanto, o Tatra 97 em si não parece original, pois tem semelhança com esboços do engenheiro húngaro Béla Barényi, concebidos na década de 1920 e publicados em 1934. Em qualquer caso, Adolf Hitler teria encontrado e dito sobre os carros da Tatra; "Este é o carro para minhas estradas". Ferdinand Porsche foi acusado de usar os designs da Tatra para projetar o Volkswagen de forma rápida e barata. Nas palavras de Porsche; "Bem, às vezes Ledwinka olhava por cima do meu ombro e às vezes eu olhava por cima do dele".
A Tatra processou a Porsche por danos, e a Porsche estava disposta a fazer um acordo. Mas Hitler cancelou isso, dizendo que "resolveria o assunto". Logo após a Alemanha ocupar a Região dos Sudetas, a Tatra interrompeu a produção do Type 97 e o processo foi descontinuado. Após a Segunda Guerra Mundial, a Tatra retomou seu processo. Em 1965, a Volkswagen fez um acordo pagando à Tatra DM 1.000.000 em compensação.

## Galeria

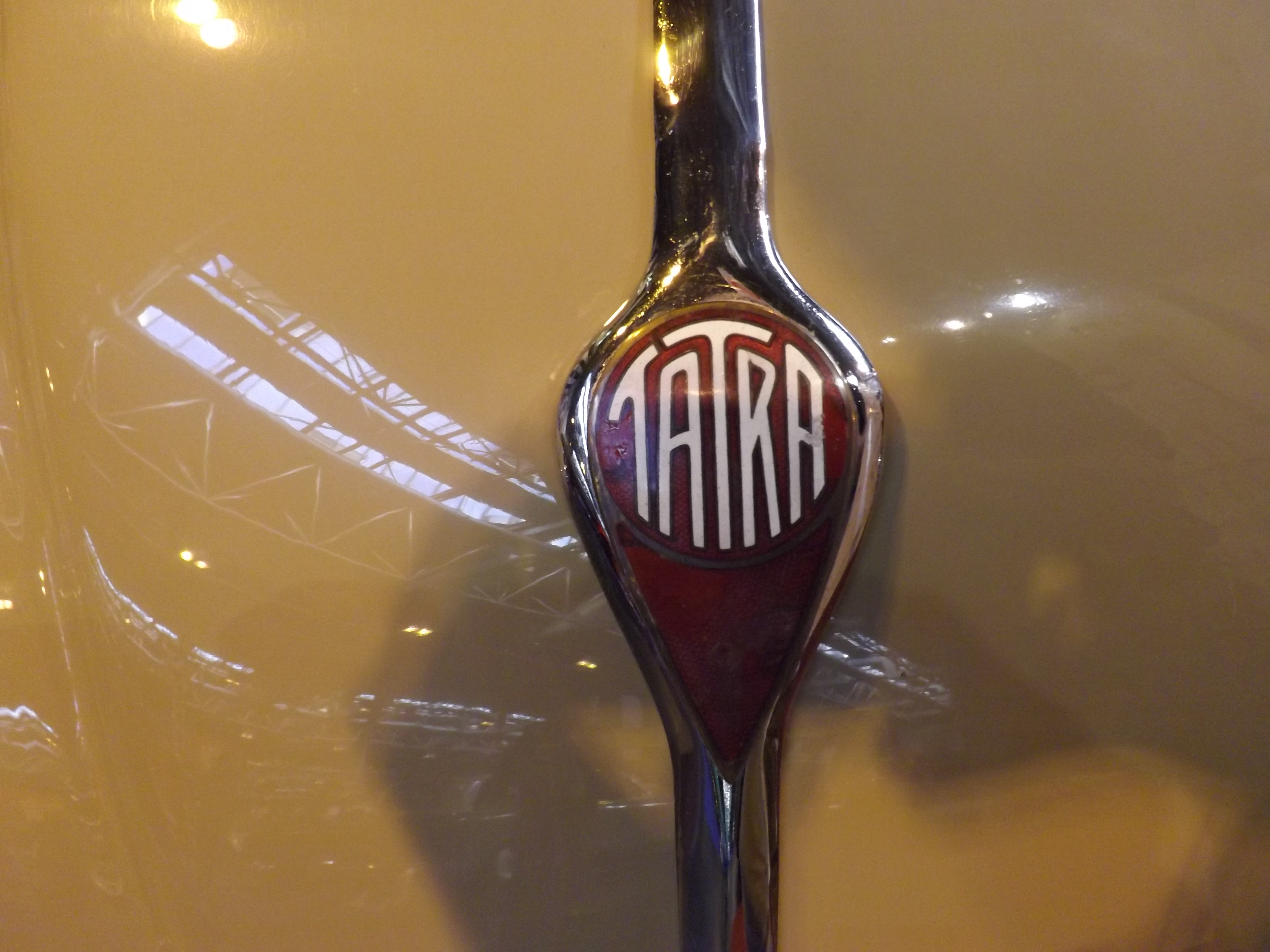
Emblema da empresa
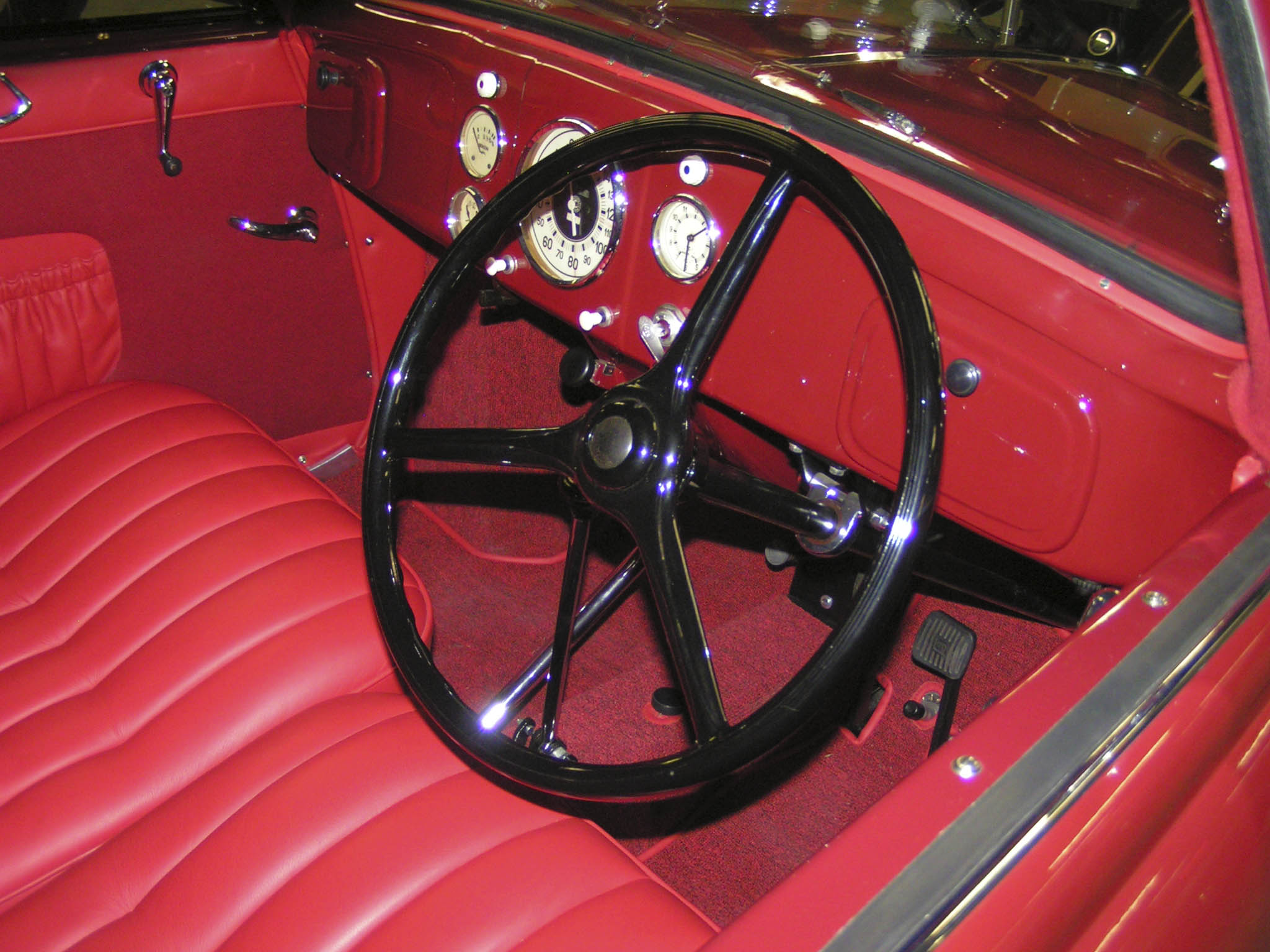
Interior do Tatra 97
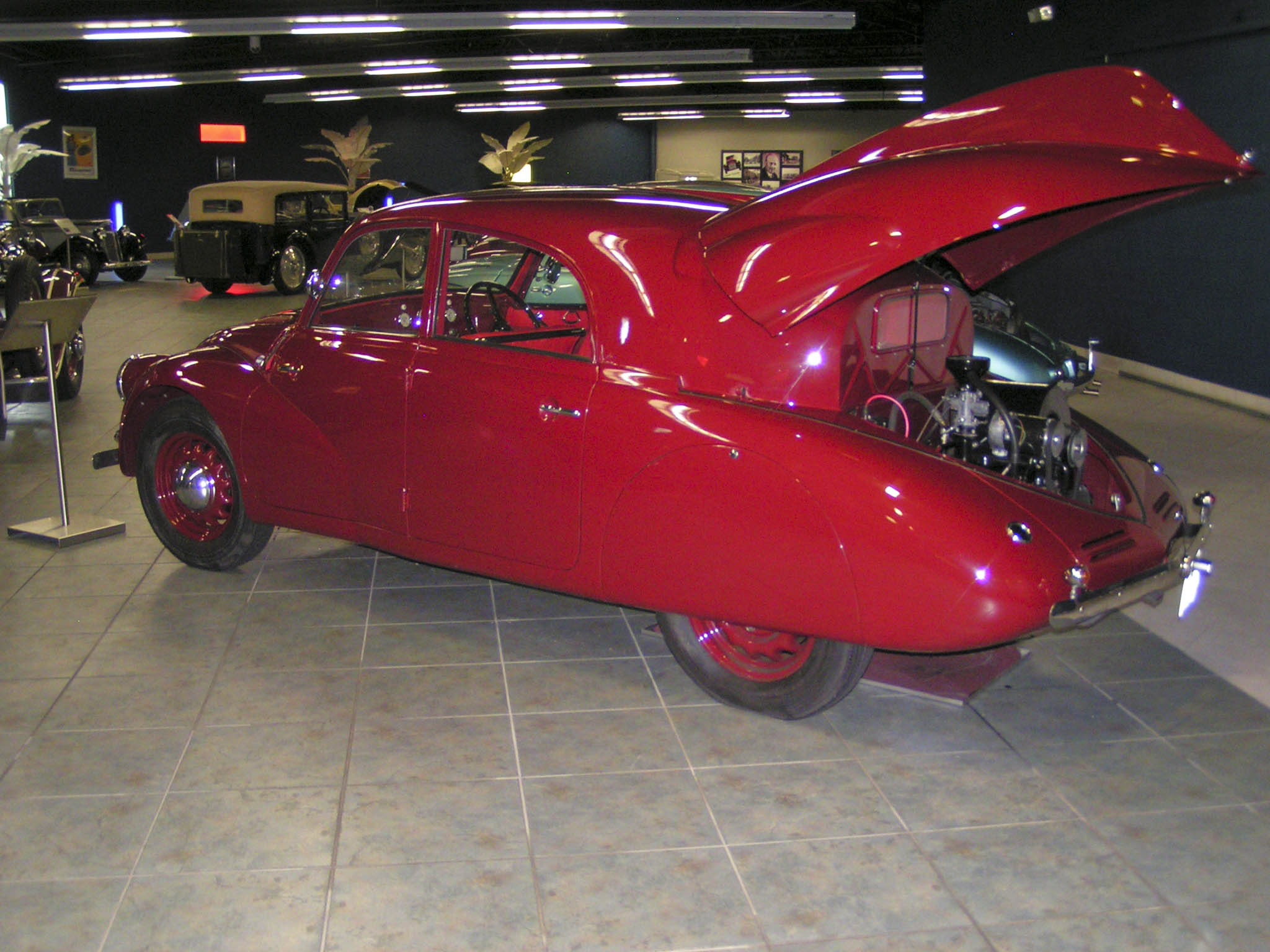
Traseira do Tatra 97
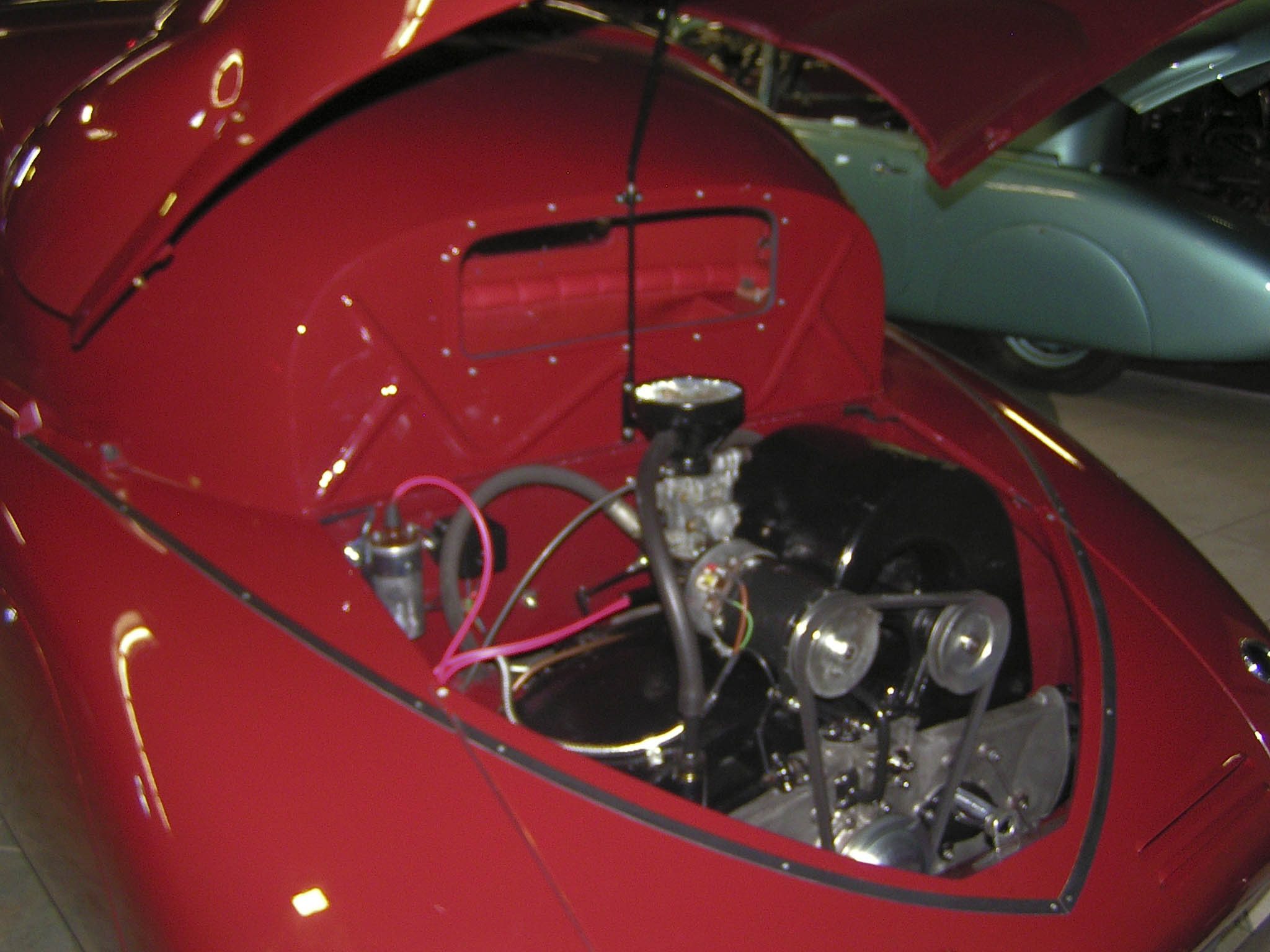
Motor boxer de quatro cilindros, refrigerado a ar e montado na traseira
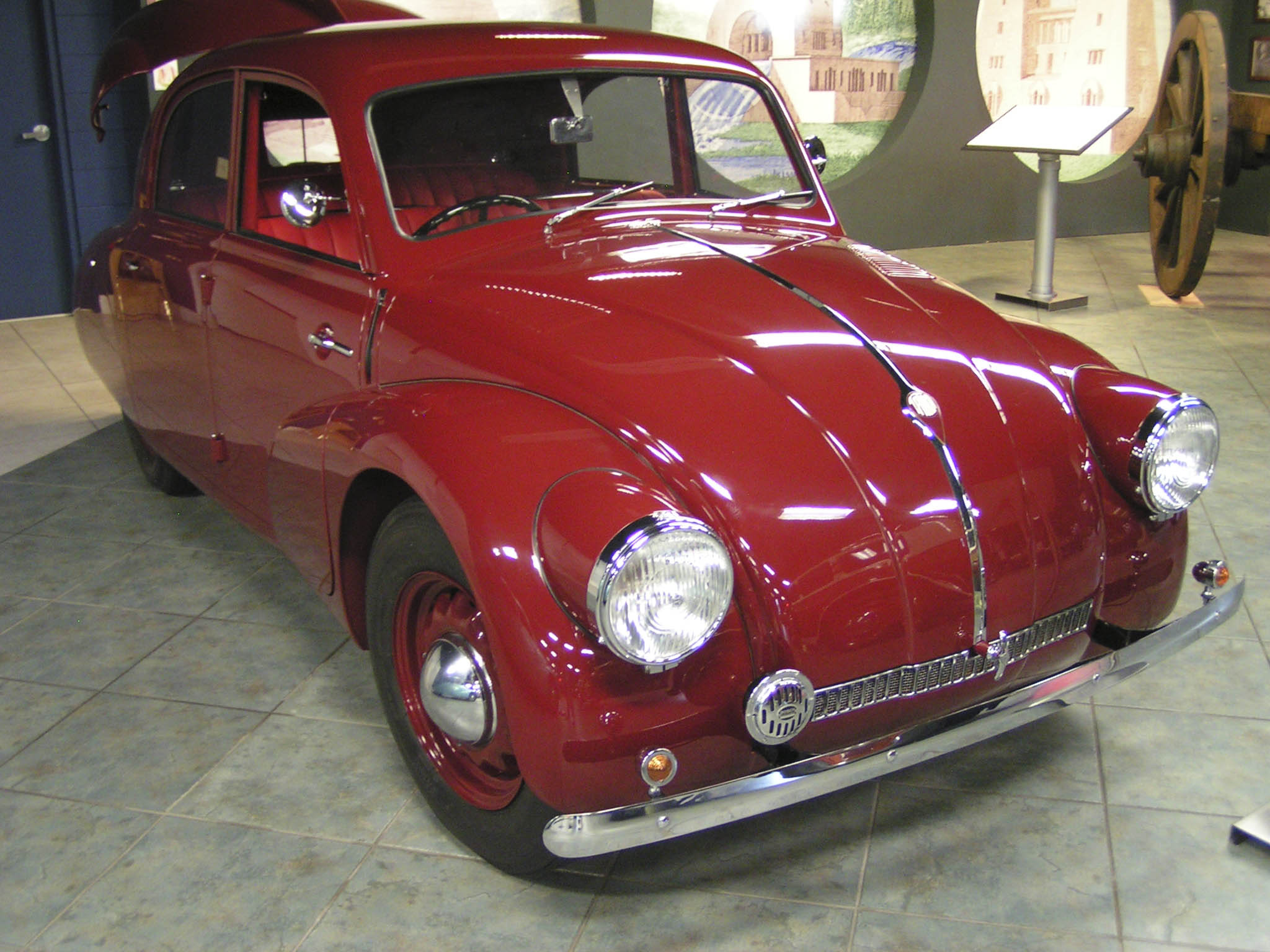
Dianteira do Tatra 97
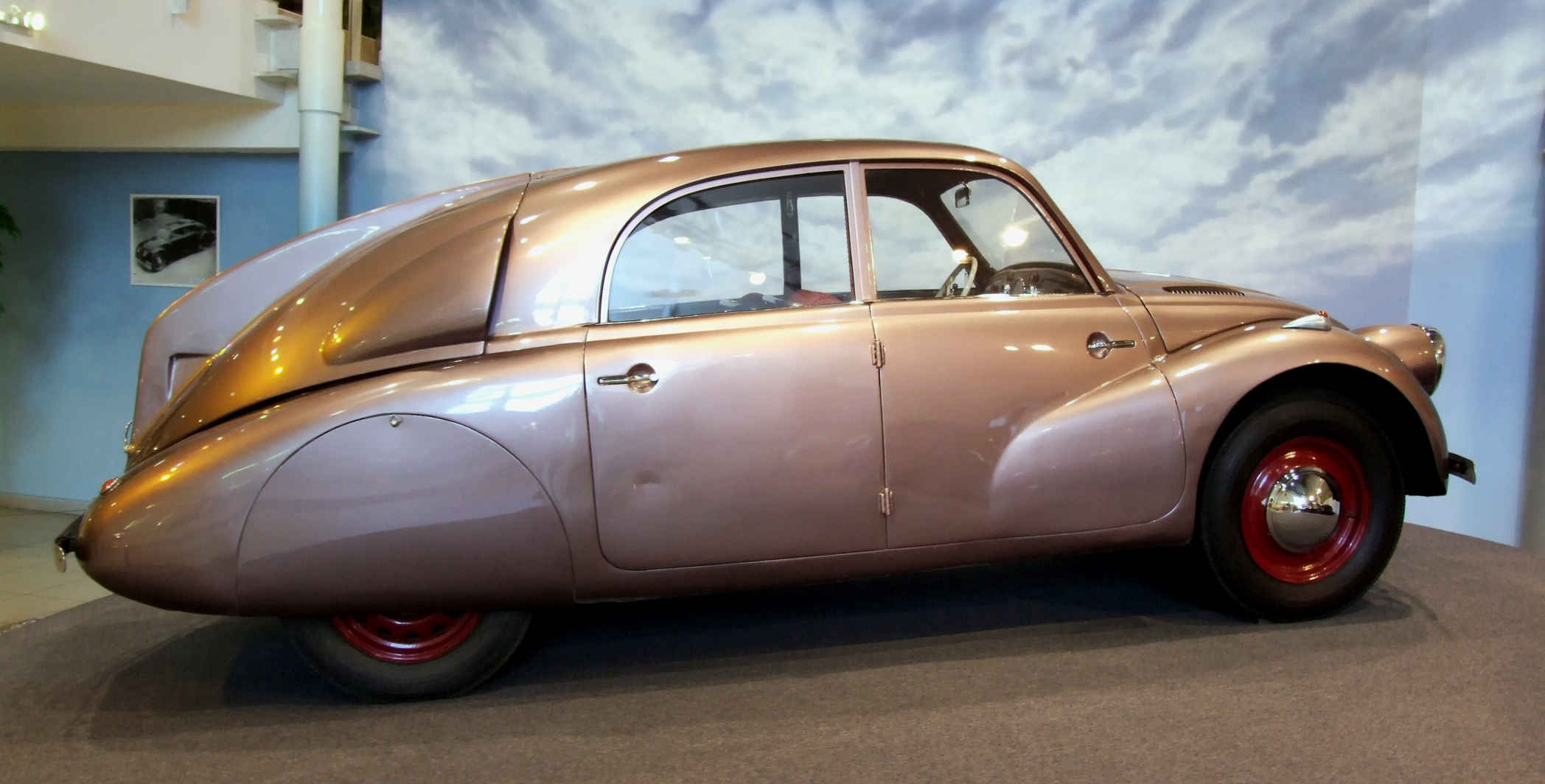
Type 97 no museu da Tatra em Kopřivnice